# Катерина Олевська
Катерина Олевська (відома як Катя Олівська нар. 1917, Київ, Україна — пом. 9 травня 2009, Ізраїль, ) — іспаномовна радіоведуча, яка десятиліттями працювала на радянській міжнародній радіостанції «Радіо Москва».

## Біографія
Народилася у 1917 році у Києві в єврейській родині. У п'ятирічному віці переїхала з батьками до Мексики через погроми. У Мексиці вона вивчала іспанську мову. Дівчина повернулася до України на початку 1930-тих років. У Києві працювала перекладачем з іспанської мови для іноземців, які відвідують Радянський Союз. У Москві в 1937 році, серед інших туристів, вона познайомилася з Луїсом Чечіні, диктором радіомовлення «Москва». Олевська приєдналася до радіо «Москва». Катерина пропрацювала там багато років. З 1973 по 1989 рік була учасницею програми «Слухайте Чилі», яку готувало «Радіо Москва».
Після розпаду Радянського Союзу Катерина Олівська іммігрувала до Ізраїлю, де проживала до самої смерті в 2009 році.

## Відзнаки
1 липня 2009 року вона отримала посмертну відзнаку в Сантьяго де Чилі від Кола журналістів Сантьяго, Національної ради та Столичної ради Коледжу журналістів Чилі від групи друзів та колишніх колег.